# Black Sun Empire
Black Sun Empire (сокращённо BSE, название Black Sun заимствовано из вселенной «Звёздных Войн») — нидерландская (Utrecht) группа электронной музыки в жанре драм-н-бейс. Состав — Рене Вердюлт и братья Миша и Милан Хейбур. Совместную работу музыканты начали ещё в 1995 году, но широкую известность получили лишь в 1999 году с публикацией работ на таких лейблах, как Piruh и A New Dawn.
Прорывом для группы стало знакомство с британским музыкантом DJ Trace и выпуск на принадлежащем ему лейбле DSCI4 мини-альбома «Smoke». После этого Black Sun Empire стремительно набирают популярность и получают признание ведущих диск-жокеев всего мира. В 2002 году группа открывает одноимённый лейбл Black Sun Empire Recordings, дебютная пластинка которого — «The Rat / B’Negative» — становится бестселлером. BSE начинают активно сотрудничать с другими dnb-музыкантами; на их лейбле издаются многочисленные совместные работы, в том числе с такими исполнителями, как Concord Dawn, Rawthang и Benjie.
В начале 2004 года группа выпускает дебютный альбом под названием «Driving Insane», который практически сразу же становится классикой даркстепа и нейрофанка. С выходом «Driving Insane» окончательно оформляется ведущий стиль группы — крайне техничный и жёсткий, с элементами транса и эмбиента.
В 2005 году группа продолжает активную творческую и гастрольную деятельность. В конце 2005-начале 2006 выходит новый альбом «Cruel & Unusual», частично продолжающий стилистические традиции «Driving Insane».
Трек "Arrakis" был использован в трейлере "No other destiny" 2006 года для игры EVE Online.

## Основная дискография

### Синглы и EP
- Voltage / Skin Deep 12" (Piruh, 2000)
- The Silent / Bombrun 12" (Piruh, 2001)
- Mutationz EP 12" (DSCI4EP01, 2001)
- 23 degress from vertical LP" (DSCI4LP001, 2001)
- Vessel / Fragment 12" (A New Dawn, 2002)
- Smoke EP (DSCI4, 2002)
- The Rat / B’Negative 12" (Black Sun Empire, 2002)
- Smoke EP (DSCI4, 2002)
- PEN007 - Telekinetic remix(12") (10/07/2002)
- NRV005 - Recharger remix(12") (04/10/2002)
- Transglobal Volume 2[1] 12" (Transparent, 2003)
- Stone Faces / AI[1] 12" (Black Sun Empire, 2003)
- BSE002 - The Sun/Epilogue(12") (28/01/2003)
- BSE003 - Epilogue VIP/The Pursuit(12") (25/03/2003)
- CITRUS009 - Unicorn MF remix/Skin Deep remix(12") (10/07/2003)
- TPT005 - Gunseller(12") (03/09/2003)
- BSE005 - Scorned/Ai VIP(12") (17/09/2003)
- BSESAM001 - The Sun VIP/Boris the Blade(12") (01/04/2004)
- BSELP001 - Driving Insane(LP) (01/05/2004)
- BSECD001 - Driving Insane + mix (CD) (01/05/2004)
- RL005 - Release Me(12") (25/06/2004)
- BSE006 - Insiders/Hydroflash(12") (13/09/2004)
- OBSE001 - Sahara/Cryogenic(bse remix)(12") (01/11/2004)
- ILL004 - B'Negative remix/Soulshaker remix(12") (10/11/2004)
- OBSE002 - Centerpod/Stranded(12") (01/01/2005)
- Endangered Species Part 1[1] EP (Black Sun Empire, 2006)
- Endangered Species Part 2[1] EP (Black Sun Empire, 2007)
- Endangered Species Part 3[1] EP (Black Sun Empire, 2008)
- Black Sun Empire - Hypersun / Cold Crysis 12" (Shadows Of The Empire, 2009)
- BSE011 - Black Sun Empire & Eye D - Milkshake, Brainfreeze (Black Sun Empire Recording 2009 )
- BSE012 - Alvin Risk & Bulletproof-One /Black Sun Empire & Counterstrike-Traum-(Black Sun Empire Recording 2011)

### Альбомы
- Driving Insane[2] (2004)
- Cruel & Unusual[2] (2005)
- Endangered Species[2] (2007)
- Lights & Wires[2] (2010)
- From the Shadows[2] (2012)
- Variations On Black[2] (2013)
- The Wrong Room[2] (2017)